# Romancing Saga
Romancing SaGa – jRPG wyprodukowany przez Square Co., Ltd. jako czwarta gra z serii SaGa. Początkowo dostępna w styczniu 1992 roku na konsole SNES gra została przeniesiona na przenośną konsolę WonderSwan Color w grudniu 2002 roku. Obydwie wersje były dostępne jedynie na japońskim rynku. W kwietniu 2005 roku wydano remake gry na Playstation 2 w Japonii (z nazwą:Romancing SaGa: Minstrel Song) i w październiku w Stanach Zjednoczonych (z nazwą Romancing SaGa).
Gra została zaprojektowana przez Akitoshi Kawazu, który wcześniej pracował przy poprzednich produktach z serii SaGa. W marcu 2009 roku oryginalna wersja z konsoli SNES została przeniesiona na telefony komórkowe w Japonii.

## Fabuła
Gra rozgrywa się w fikcyjnym świecie zwanym Madias. Romancing SaGa pozwala graczom wcielić się w rolę jednego z ośmiu głównych bohaterów, który musi wędrować przez cały świat, aby zapobiec odrodzeniu się zamkniętego od 1000 lat złego boga o imieniu Saruin.